# BTR-3
Le BTR-3 est un véhicule blindé de transport de troupes à huit roues développé par un consortium international.
Les entreprises impliquées dans le projet sont ukrainiennes et émiraties.
Il a une apparence quelque peu similaire au BTR-80 russe.

## Versions
- BTR-3DA  canon automatique de 30mm, mitrailleuse KT-7,62, lance grenades KBA-117 de 30mm, six lanceurs de grenades fumigènes 902B Tucha, missiles Barrière[1]

## Utilisateurs
- Birmanie : + de 200
- Nigeria [réf. nécessaire]
- Émirats arabes unis : 90 nommés Guardian
- Ukraine : 42 en 2012

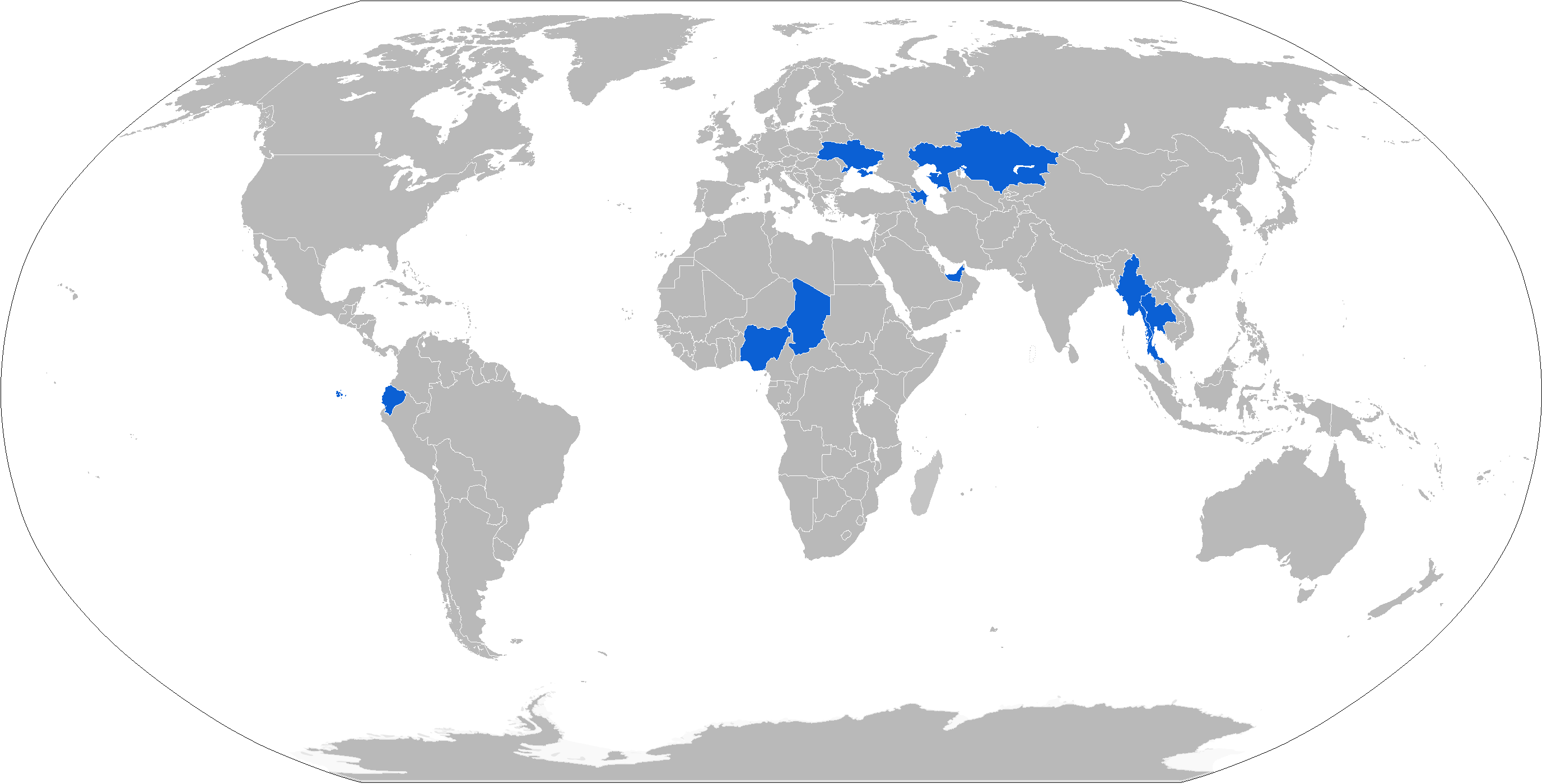
Carte des opérateurs du BRT-3 en 2015.

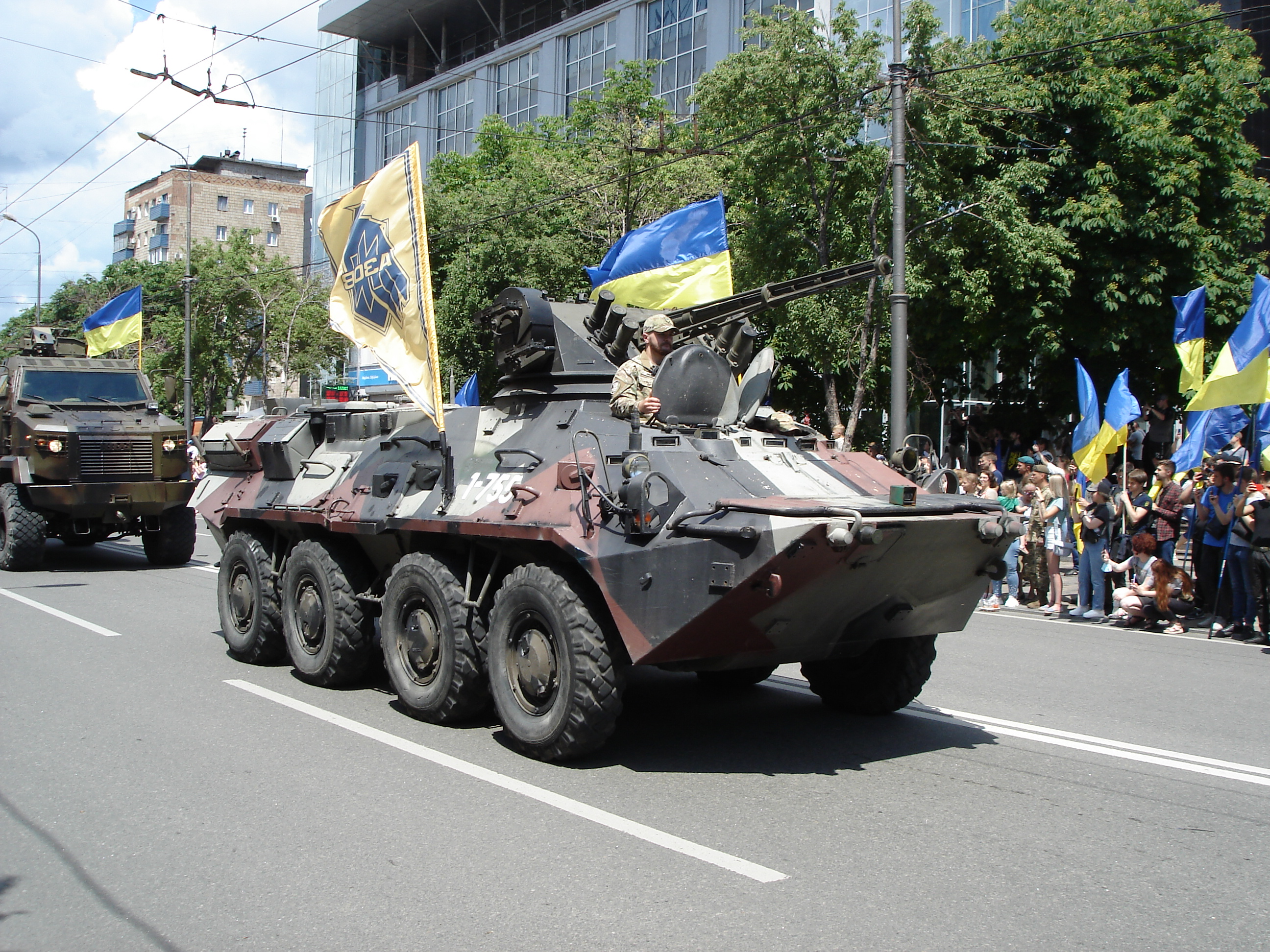
Un BTR-3 du Régiment Azov de la Garde nationale de l'Ukraine en 2021 à Marioupol.

- Thaïlande : version BTR-3E1, environ 230 transport de troupes, ambulances, portes-mortiers de 81 mm et 120 mm, lance-missiles antichars, véhicules de commandement et de maintenance en 2025 sur 242 livrés (96 livrés en 2006 a l'armée de terre, un second lot de 121, 14 pour l'infanterie de marine en 2010, 21 autres commandés en 2013)[2]